# زعفران مزروع
الزعفران المزروع أو الرَّيْهُقَان أو الرهقان أو الجادي أو العبير أو كروكو أو زعفران أو الزعفران السوسني (الاسم العلمي: Crocus sativus) هو أحد أنواع النباتات المزهرة من جنس الزعفران ضمن الفصيلة السوسنية. يشتهر الزعفران المزروع بالتوابل المستخرجة من أزهاره والمعروفة باسم (الزعفران).

## الاستعمال الطبي
الجزء الفعال من النبات هو أعضاء التلقيح، التي تسمى (السّمات) وتنزع من الزهور المتفتحة، وتجفف في الظل ثم على شبكة رفيعة أو دقيقة على نار هادئة. وهذه المادة لونها أحمر برتقالي وذات رائحة نفاذة وطعم مميز، وتحفظ في أوان محكمة لكي لا تفقد قيمتها كمادة ثمينة

## المواد الفعالة
تحتوي أعضاء التلقيح (السمات) على زيت دهني طيار، ذي رائحة عطرية، ومواد ملونة.

## الخصائص الطبية
- زيت الزعفران مضاد للألم والتقلصات، ومزيل لآلام الطمث، وآلام غشاء اللثة.
- مسكن ومقو للجهاز العصبي المركزي، كما أنه مفيد لحالات الضعف الجنسي.
- يستعمل الزعفران كتوابل أيضاً .

## صور

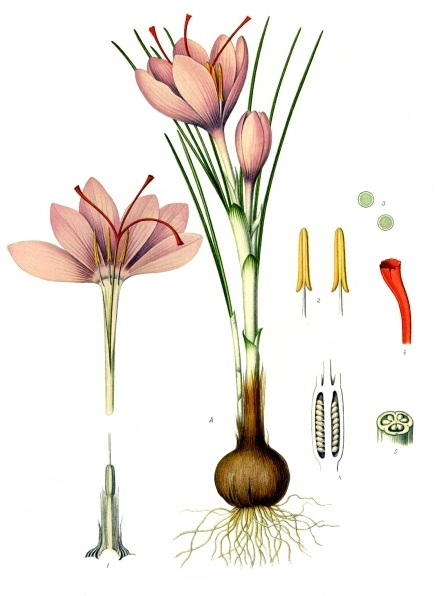
رسم توضيحي لنبات الزعفران بواسطة كولر.
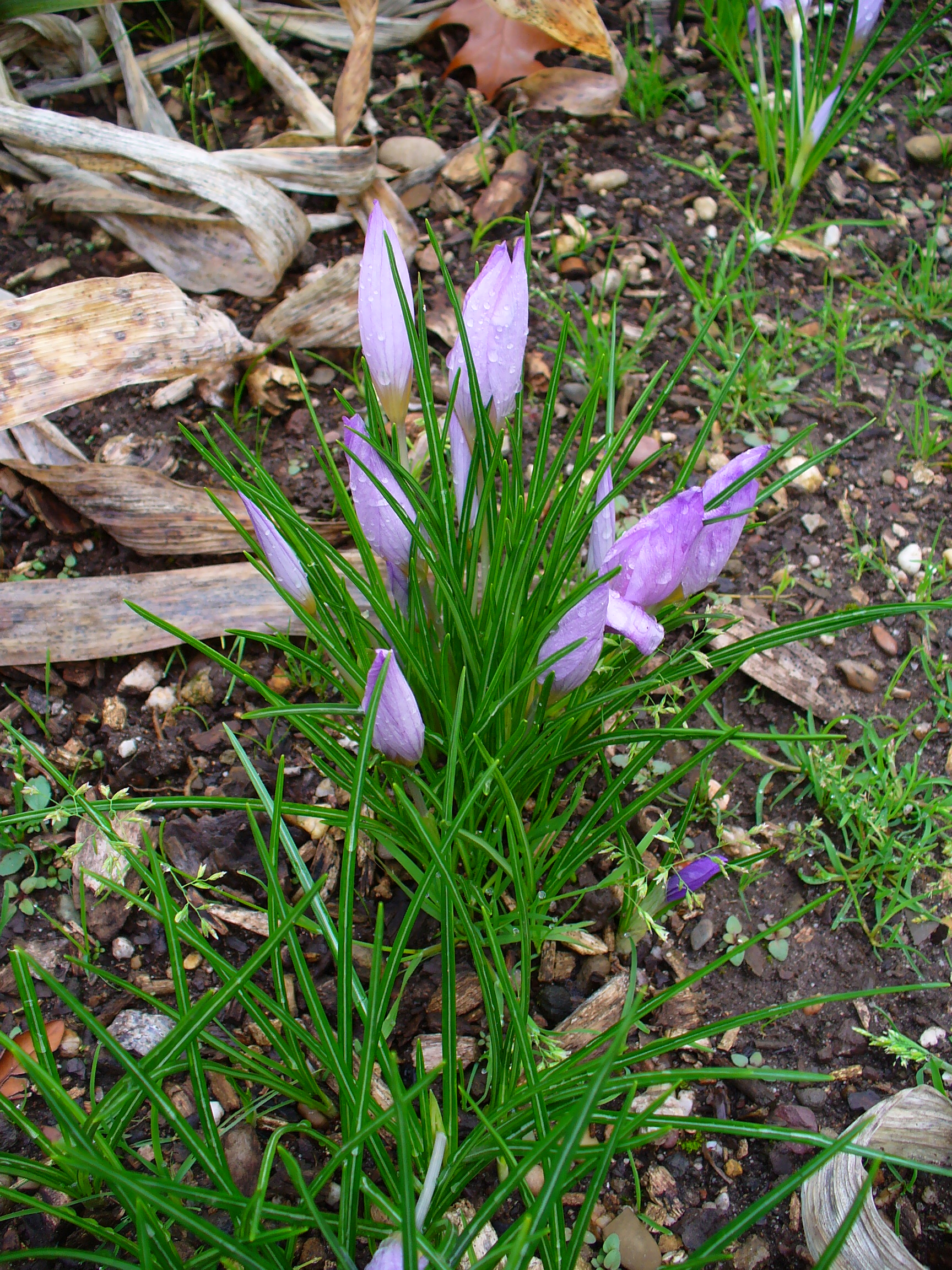
نبات الزعفران
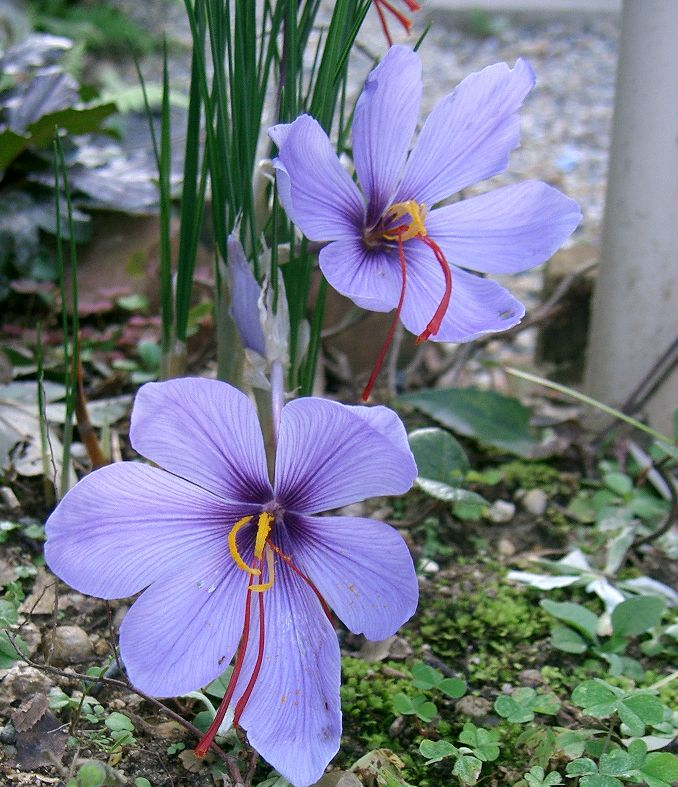
زهور الزعفران
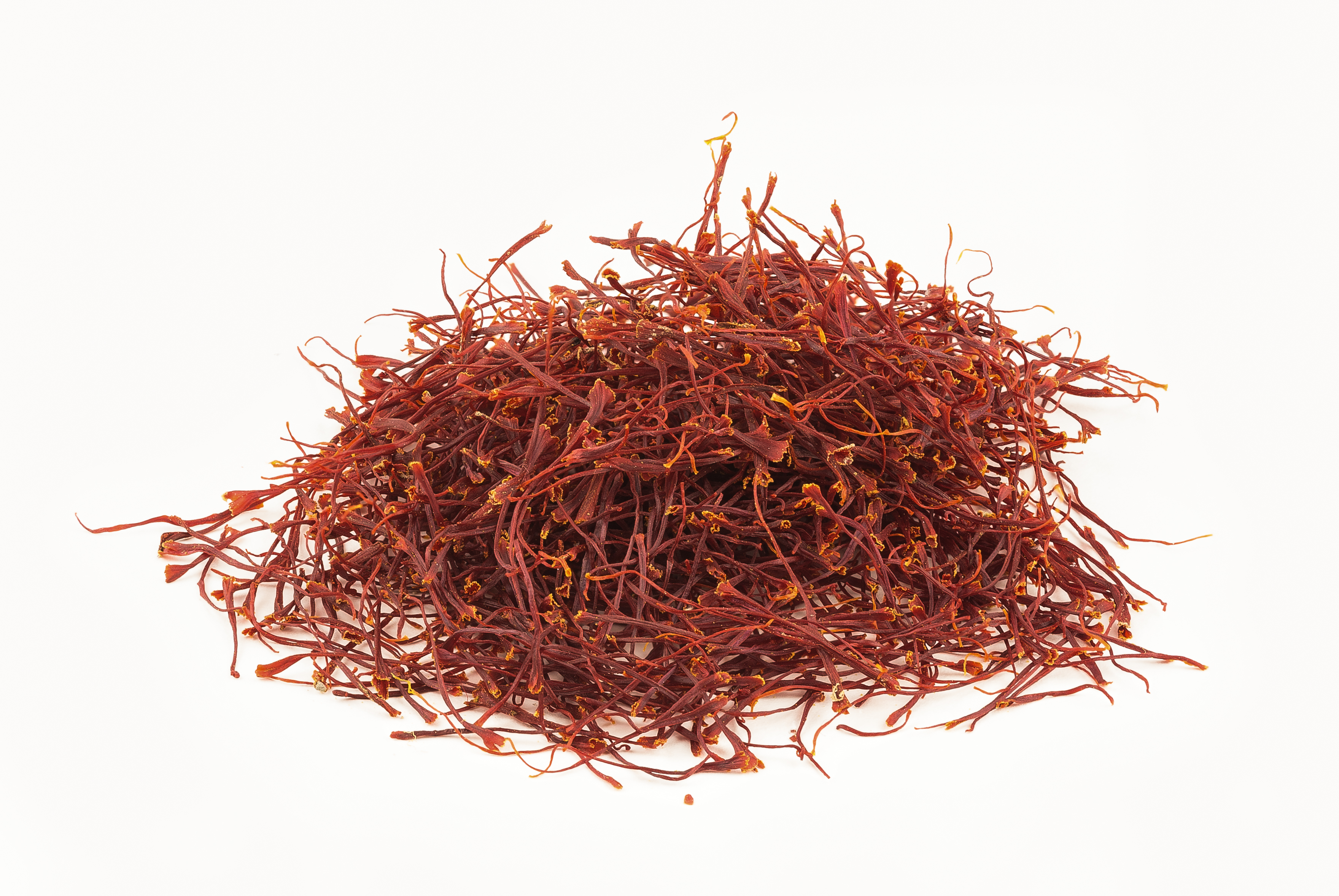
زعفران مجفف
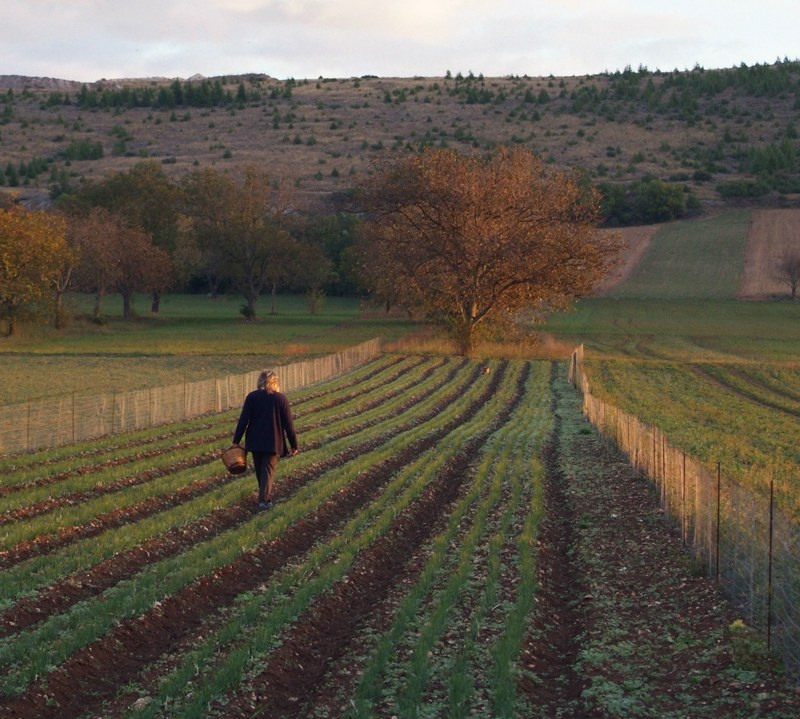
زعفران مزروع في نافيلي، إيطاليا
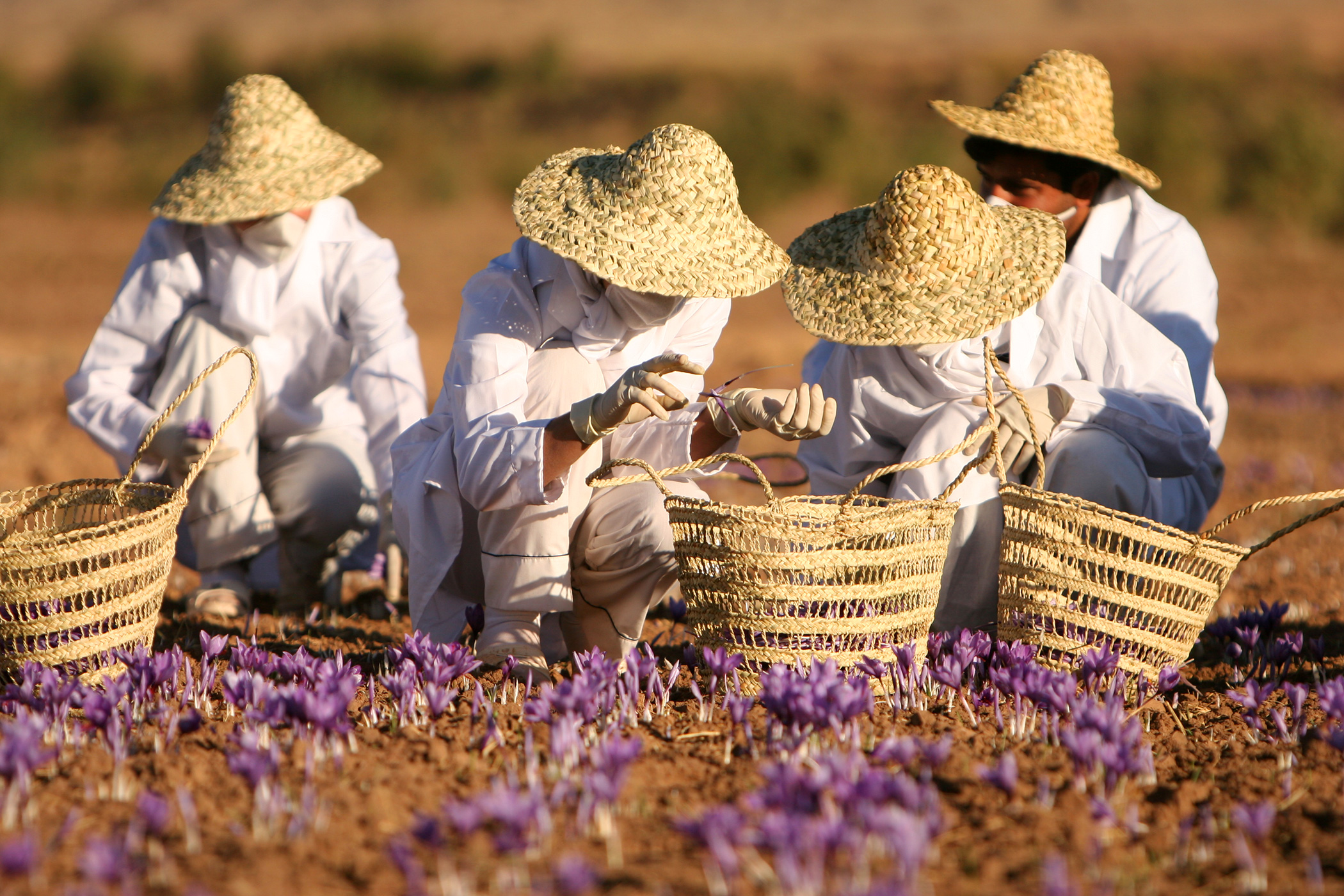
حصاد الزعفران في إيران